# Hubbard Lake
Hubbard Lake – jednostka osadnicza w Stanach Zjednoczonych, w stanie Michigan, w hrabstwie Alcona.